# Isla de La Toja Pequeña
La isla de la Toja Pequeña (Illa da Toxa Pequena) es una isla de la provincia de Pontevedra (Galicia, España) situada a levante de la isla de La Toja (El Grove) de la que la separa un canal de unos cien metros de ancho.

## Descripción
Tiene 10 hectáreas de superficie y es muy estrecha y alargada (875 metros de norte a sur). Se trata de una isleta baja pero agreste, rocosa y cubierta de vegetación arbustiva. Importante banco marisquero y antiguo lugar de pasto de ganado. Aún hoy la recorren varios senderos abiertos por los mariscadores y se ven los restos de viejas casetas. Durante la guerra civil española fue lugar de refugio de los perseguidos republicanos.
| EL GROVE SAN VICENTE DE EL GROVE San Vicente ■ de El Grove San Vicente ■ del Mar ■ El Grove Porto ■ Meloxo Isla de La Toja La Toja Pequeña Municipio de Sangenjo Municipio de Meaño Ensenada de La Toja ■ Villalonga Municipio de Camabos Cambados ■ Isla de Arosa Ría de Arosa Océano Atlántico |
| Localización de La Toja Pequeña en El Grove. |

- Datos: Q9009753